# مقاطعة تشارلز ميكس (داكوتا الجنوبية)
تشارلز ميكس (بالإنجليزية: Charles Mix)‏ هي إحدى مقاطعات ولاية داكوتا الجنوبية في الولايات المتحدة الأمريكية.